# Missouri State Route 32
Die Missouri State Route 32 quert den US-amerikanischen Bundesstaat Missouri von Ost nach West. Ihr östliches Ende befindet sich an der Einmündung in den U.S. Highway 61 in Sainte Genevieve am Mississippi. Den westlichen Endpunkt bildet die Einmündung in den U.S. Highway 54 im rund 180 km südöstlich von Kansas City gelegenen El Dorado Springs. Die Straße ist mit 459 km (285 mi) eine der längsten State Routes in Missouri. Östlich von Lebanon ist die Straße durch die Durchquerung des Ozark-Plateaus sehr bergig und kurvenreich.
Die Route 32 gehört zu den 1922 original eingerichteten Verkehrswegen. Ursprünglich verlief sie von Licking nach Flat River, das heute ein Teil von Park Hills ist. Andere Teile der heutigen Route 32 gehörten damals noch zur Route 66, der Missouri State Route 13 und der Route 13. Diese wurden infolge einer Umstrukturierung in den 1930er Jahren der Route 32 zugeordnet und so begann die Straße nun in Sainte Genevieve. 1935 erfolgte die westliche Verlängerung nach El Dorado Springs.

## Verlauf
Im Stadtgebiet von Sainte Genevieve (wo eine Fährverbindung nach Illinois besteht) beginnt die Route 32 an der Kreuzung mit dem U.S. Highway 61. Im weiteren Verlauf in Richtung Westen kreuzt die Interstate 55. 18 km westlich davon mündet die State Route 144 ein. Ab Farmington verläuft die Route 32 rund 10 km deckungsgleich mit dem U.S. Highway 67. Danach verläuft die Straße zwischen dem  Saint Joe State Park und der Stadt Park Hills.
Im weiteren Verlauf trifft die Route 32 auf die Missouri State Route 21, kreuzt diese um 6,5 km versetzt und erreicht den Mark Twain National Forest und verläuft etwa 10 km deckungsgleich mit der Missouri State Route 49. Danach erreicht die Route 32 gemeinsam mit der Missouri State Route 72 die Stadt Salem. 14 km westlich davon erfolgt die Einmündung der Missouri State Route 119. 
In Licking mündet die Missouri State Route 137 ein, und etwa einen halben Kilometer danach wird der U.S. Highway 63 gekreuzt. Westlich von Licking wird ein weiterer Bereich des Mark Twain National Forest erreicht. Danach überschneidet sich der Routenverlauf auf 6,5 km mit der Missouri State Route 17. In Lynchburg endet die Missouri State Route 95 und die Route 32 biegt nach Nordwesten ab. Nach dem Verlassen des Mark Twain National Forest wird im weiteren Verlauf die Stadt Lebanon erreicht, wo gemeinsam mit der Missouri State Route 5 die Interstate 44 gekreuzt wird. 
In Buffalo wird die Missouri State Route 73 erreicht und der U.S. Highway 65 gekreuzt. Weiter westlich liegt die Stadt Bolivar, wo die State Routes 13 und 83 kreuzen. Im weiter westlich gelegenen Fair Play erfolgt eine versetzte Kreuzung mit der Missouri State Route 123 und kurz darauf biegt die Straße nach Nordwesten ab. 
Vor Stockton führt die Straße um den Stockton Lake herum. In der Stadt kreuzt die Missouri State Route 39. Im weiteren Verlauf mündet die Missouri State Route 97 an deren nördlichen Endpunkt ein. Danach biegt die Route 32 nach Norden ab, bevor nach weiteren 8 km im Osten von El Dorado Springs mit der Einmündung in den U.S. Highway 54 die Missouri State Route 32 ihren westlichen Endpunkt erreicht hat.